# ستيفن هيريك
ستيفن هيريك (بالإنجليزية: Steven Herrick)‏ هو كاتب للأطفال وكاتب وشاعر أسترالي، ولد في 31 ديسمبر 1958 في بريزبان في أستراليا.

## وصلات خارجية
- الموقع الرسمي